# Julius Høegh-Guldberg (officer)
 Der er flere personer med dette navn, se Julius Høegh-Guldberg.
Julius Høegh-Guldberg (3. april 1779 i København – 30. november 1861 i Aarhus) var en dansk officer og kommunalpolitiker, bror til Christian, Frederik og Peder Høegh-Guldberg.

## Militær karriere
Han var søn af stiftamtmand Ove Høegh-Guldberg og 2. hustru. Han blev 1782 sekondløjtnant à la suite i infanteriet i Arméen, 1790 premierløjtnant à la suite i 1. jydske Infanteriregiment, 1798 i nummer, blev 1800 karakteriseret kaptajn, 1803 stabskaptajn og 1806 kompagnichef. Han udmærkede sig i Englandskrigene og blev 28. januar 1809 Ridder af Dannebrog og samme år major i regimentet. 1811 blev han bataljonschef, 1816 oberstløjtnant, 1823 land- og søkrigskommissær i Aarhus, 1826 karakteriseret oberst og fik 1835 afsked af Hæren.

## Politik og tillidshverv
Han levede derefter i Aarhus, hvor han var medlem af borgerrepræsentationen 3. januar 1840 til 8. januar 1852 og var formand 1842-43. 28. januar 1859 blev han Dannebrogsmand.
Han afløste allerede 1838 Thomas Funder som fattigforstander. Høegh-Guldberg var medlem af Kirkeinspektionen for Domsognet 1840-52, Fattigkommissionen 1840-42 og 1849-52, Komiteen til at anvise regninger 1840-47, Brolægningskommissionen 1840-46 og 1851-52, Kassetilsyn 1848-49, Budgetkomiteen 1848-49, Kassekomiteen 1849-50, Udvalget vedrørende bortleje og anvendelse af Vennelyst 1849, Sundhedskommissionen 1850, Brandkommissionen 1850, Skovkommissionen 1851-52 og 1858-61 og Vennelystkomiteen 1852-61.

### Filantropi
Høegh-Guldberg var optaget af filantropisk arbejde for almenvellet. Således uddelte han gratis forædlede frugttræer til "flinke Landsbyskolelærere og fattige, men arbejdsomme Husmænd", forsøgte sig med silkeormeavl og søgte at få andre optaget af sagen, tog 1821 initiativet til oprettelsen af Aarhus Stiftsbibliotek og sørgede for, at der blev oprettet en afdeling med tekniske bøger for håndværkere. Han var administrerende direktør for Prins Frederik Ferdinands Tegneskole og blev nærmest regnet for skolens stifter og var 1839 stifter af Spare- og Laanekassen samt siden af Arveprinsesse Carolines Børneasyl.
Han var også historisk interesseret og samlede i årenes løb en betydelig samling oldsager, som han senere skænkede til det "Historisk-antikvariske Selskab", som var begyndelsen til et forhistorisk museum i Aarhus. 
I 1825 lejede Høegh-Guldberg af kommunen de såkaldte "Folddumper" uden for Studsgades port og beplantede dem i årene, der fulgte. Dermed opstod anlægget Vennelyst, som dengang blev kaldt "Guldbergs Have".

## Gengivelser
I 1829 blev han malet af Christen Købke, som var ven med Høegh-Guldbergs søn Emmerik. Emmerik og to andre familiemedlemmer blev også portrætteret af Købke (alle fire på ARoS Aarhus Kunstmuseum).
Det Kongelige Bibliotek har et daguerreotypi af Høegh-Guldberg siddende med tre af sine børn.

## Familie
Julius Høegh-Guldberg var gift to gange. 22. februar 1805 ægtede han i Vor Frue Kirke Margrethe Pallene Hahn (16. maj 1782 i Aarhus - 1 september 1835 i Aarhus), datter af landfysikus, dr.med. Johan Christopher Ditlev Hahn og hustru Mette Sophie Bering. Børn:
1. Ove Christopher Høegh-Guldberg (1805-1869), læge og etatsråd
2. Emmerich "Emmerik" Lucian Høegh-Guldberg (1807-1881), maler
3. Sophie Wilhelmine Høegh-Guldberg (5. juli 1811 i Aarhus - 15. februar 1812 i Aarhus)
4. Frederik Christian Julius Høegh-Guldberg (1813-1902), stiftsprovst
5. Sophie Wilhelmine Høegh-Guldberg (8. juli 1816 i Aarhus - 17. juni 1886 i Vær), 1822 indskrevet i Støvringgård, 1880 konventualinde
6. Cathrine Marie Petrea Høegh-Guldberg (14. maj 1818 i Aarhus - 5. december 1892 i København) oo Frederik Julius Christian Munch (1821-1874)
7. Carl Ferdinand Høegh-Guldberg (4. februar 1821 i Aarhus - 7. marts 1886 i København), cand.jur., kancelliråd og underdirektør og kasserer i Kiøbstædernes almindelige Brandforsikring
8. Hansine Margrethe Frederikke Hedevig Høegh-Guldberg (24. juli 1825 i Aarhus - 5. juli 1828 i Aarhus)

29. maj 1841 ægtede han i Vor Frue Kirke Cathrine Johanne Emilie Friis (21. juni 1813 i Odense - 18. juli 1899 i Aarhus), datter af fhv. stabskaptajn, bogholder Johan Christopher Gotthold Friis og hustru Jensine Nielsine Engelsted. Børn:
1. Christopher Julius Emil Høegh-Guldberg (1842-1907), overretssagfører og politiker